# Raymond Fischesser
Raymond Fischesser, né le 14 juin 1911 et mort le 12 février 1991, est un ingénieur, haut fonctionnaire et enseignant français, directeur de l'École nationale supérieure des mines de Paris de 1963 à 1972.

## Biographie
Raymond Fischesser est né en 1911.
Issu d'une famille paysanne, ses parents le confient au mécénat de la famille Martin. Il est reçu 2è au concours d'entrée à l'École polytechnique où il étudie, avant d'entrer à l'École nationale supérieure des mines de Paris, puis de faire la plus grande partie de sa carrière dans l'administration française. Sous le régime de Vichy, Raymond Fischesser est directeur de cabinet du secrétaire général à l'Énergie Henri Lafond puis de René Norguet (secrétaire général à la Production industrielle et secrétaire général à l'Énergie par intérim jusqu'à sa déportation en 1944). 
À la Libération, il devient sous-directeur de l'École nationale supérieure des mines de Paris, avant d'en devenir le directeur de 1963 à 1972. Il joue un rôle important dans le renouveau de la formation des élèves de cette école. Il y enseigne également la cristallographie et la pétrographie, matières pour lesquels il écrit plusieurs manuels. Son ouvrage Données des principales espèces minérales, publié pour la première fois en 1955, est réédité jusqu'en 1990. 
En 1975, il est nommé président du Comité de l'inventaire des ressources minérales métropolitaines. En mars 1976, il est fait commandeur dans l'ordre de la Légion d'honneur. 
À la suite d'une proposition faite dans le Bulletin de la Société française de minéralogie et de cristallographie en 1971, un minerai trouvé dans l'Idaho, aux États-Unis, est nommé « fischessérite »  en son honneur. Une résidence universitaire située à Fontainebleau porte son nom. 
Il est l'auteur d'un recueil de poèmes (Acta, auto-édité en 1967 sous le pseudonyme de Jean Morin) et de deux romans (Les Royaumes du Monde, publié au Seuil en 1954, et Faustus Resartus, auto-édité en 1985).
En 1985, Fischesser fonde à l'École des Mines l'association ABC Mines (Association des Amis de la Bibliothèque et des Collections de Mines ParisTech).
Il meurt en 1991.

## Ouvrages
- Cours de minéralogie, École nationale supérieure des mines de Paris, 1950
- Cours de cristallographie, École nationale supérieure des mines de Paris, 1951
- Les royaumes du monde, Seuil, 1954 (sous le pseudonyme de Jean Morin)
- Pétrographie pratique, École nationale supérieure des mines de Paris, 1965
- Données des principales espèces minérales, Paris, J. & R. Sennac, 1955, rééd. en 1959 par J. & R. Sennac puis en 1970, 1977 et 1990 par la Société de l'industrie minérale